# Héloïse Côté
Pour les articles homonymes, voir Côté (homonymie).
Héloïse Côté, née en 1979, est une auteure québécoise (Canada) de fantasy et une chercheuse en sciences de l'éducation.

## Biographie
Elle entreprend en 1998 un baccalauréat en sciences de l'éducation à l'Université Laval (Québec). Elle croyait alors enseigner au secondaire au terme de ses études de baccalauréat, mais elle décide plutôt de les pousser à la maîtrise. Elle brille durant ses années universitaires à Laval, accumulant quatre citations annuelles au tableau d'honneur de la Faculté des sciences de l'éducation, une autre au tableau d'honneur de la Faculté des études supérieures. Elle remporte en outre le prix du meilleur mémoire de maîtrise et la médaille Raymond-Blais remise par l'Association des diplômés de l'Université Laval à une récente diplômée pour le mérite de ses activités.
Elle publie, entre 2004 et 2006, les trois tomes d'une trilogie de fantasy, Les Chroniques de l'Hudres, soit Les Conseillers du Roi, Les Enfants du solstice et L'Ourse et le Boucher. Le critique littéraire Laurent Laplante en remarque le style alerte et le rythme soutenu, en convenant que l'écriture n'en est pas éblouissante mais correcte et d'une discipline prometteuse.
Elle obtient finalement un doctorat de l'Université Laval en psychopédagogie,. Elle s'intéresse alors à la présence de plus en plus marquée des artistes dans la sphère publique en occident, et en particulier à l'intégration des arts et de la culture dans les écoles québécoises. En 2008, elle est stagiaire postdoctorale au Centre de recherche en éthique de l'Université de Montréal Elle y étudie les relations entre l’école et la culture contemporaines,. Elle publie également en 2008 un nouveau roman de fantasy, Les exilés.

## Œuvres

### SérieLes Chroniques de l'Hudres
1. Les Conseillers du roi, Alire, 2004[1]
2. Les Enfants du solstice, Alire, 2005[1]
3. L'Ourse et le Boucher, Alire, 2006[1]

### SérieLes Voyageurs
1. Le Frère de Lumière, Alire, 2013
2. Le Garçon qui savait lire, Alire, 2013
3. La Voix de la Lumière, Alire, 2014

### Romans indépendants
- Les Exilés, Alire, 2008[1]
- La Tueuse de dragons, Alire, 2010[1]

### Essais (sciences de l'éducation)
- Entre culture et esthétique : réflexion sur le rôle de l’enseignement de la littérature dans la formation culturelle des étudiants (Article, Pédagogie collégiale, 19 (2), 2005, p. 39-44.)[6]
- En quête d’une approche culturelle appliquée à l’enseignement du français, langue première, au secondaire  (Article, Les Nouveaux Cahiers de la recherche en éducation, 9 (1), 2006, p. 75-89.)[6]
- Langue et culture dans la classe de français. Une analyse de discours., coauteure avec Denis Simard. (Livre, Presses de l'Université Laval, 2007)[1],[6].
- Comment penser l’initiation culturelle des élèves dans les classes d’histoire au secondaire ? L’approche culturelle dans l’enseignement de l’histoire, coauteure avec Catherine Duquette. (Article, Le Cartable de Clio, (7), 2007, p. 208-219.)[6]